# Hipótese de Iris
A Hipótese de Iris é uma teoria, proposta em 2001, pelo professor de Harvard Richard Lindzen que sugere que o aumento da temperatura da superfície das águas dos oceanos nos trópicos irá reduzir as nuvens chamadas de Cirrus aumentando assim a exposição à radiação solar na atmosfera terrestre.  Desta forma, o vazamento de radiação solar, hipoteticamente, poderá ter um retorno negativo com um efeito de esfriamento no planeta terra. O ponto de vista em consenso atualmente é de que o aumento da temperatura da superfície dos mares poderá resultar no aumento das nuvens cirrus aumentando mais ainda a temperatura dos mares causando um efeito positivo.
Outros cientistas criaram suas hipótese. Alguns concluiram que simplesmente não existe sustentação para a Hipótese de Iris.
Alguns acharam evidências que, aumentando a temperatura da superficie dos mares poderá reduzir as nuvens cirrus. Mas acharam que os efeitos não são positivos ou negativos como afirmava Lindzen. Contudo, existe alguma evidência que pode comprovar a hipótese.